# Jacków (województwo śląskie)
Jacków – wieś w Polsce położona w województwie śląskim, w powiecie częstochowskim, w gminie Kruszyna.
4 września 1939 Wermacht przed wkroczeniem do wsi, ostrzelał zabudowania z dział i broni maszynowej. W wyniku ostrzału niebronionej wsi śmierć poniosło 6 mieszkańców, spłonęło 45 budynków oraz wiele inwentarza żywego. Czyn ten można uznać za zbrodnię wojenną.
W latach 1975–1998 miejscowość administracyjnie należała do województwa częstochowskiego.